# 후소급 전함

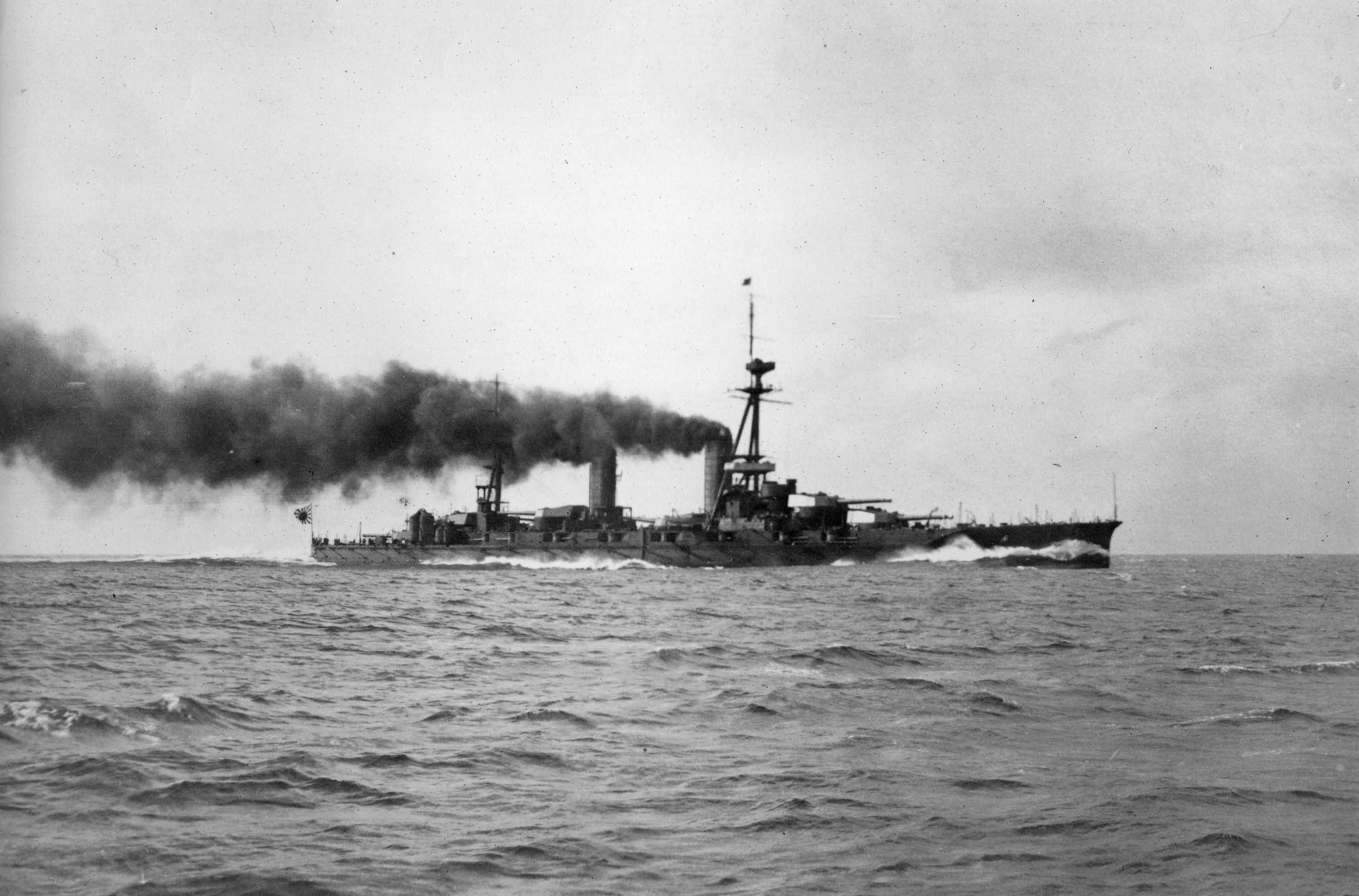

후소급 전함(扶桑型戦艦, Fusō-class battleship, Fusō-gata senkan)은 제1차 세계 대전 이전에 일본 제국 해군을 위해 건조되어 전쟁 중에 완성된 한 쌍의 드레드노트 전함이다. 둘 다 전쟁이 끝날 때 예비군으로 배치되기 전에 잠시 중국 해안을 순찰했다. 1922년 야마시로는 일본 해군에서 항공기를 성공적으로 발사한 최초의 전함이 되었다.
1930년대에 두 선박 모두 일련의 현대화와 재건축을 거쳤다. 후소함은 두 단계(1930~33, 1937~41)에 걸쳐 현대화 작업을 거쳤으며 야마시로함은 1930~1935년에 재건축되었다. 현대화 과정에서 장갑이 강화되고 기계가 교체 및 업그레이드되었으며 상부 구조가 독특한 탑 돛대 스타일로 재건되었다. 값비싼 개조에도 불구하고, 두 선박 모두 제2차 세계 대전 직전에 노후화된 것으로 간주되었으며, 전쟁 초기에는 두 선박 모두 중요한 조치를 취하지 못했다. 후소함은 1943년에 병력 수송부로 복무했고 야마시로함은 내해 훈련 임무로 이관되었다. 둘 다 1944년에 대공포 장비로 업그레이드를 거쳐 1944년 8월 싱가포르로 이동했다.
후소함과 야마시로함은 레이테만 해전의 최남단 전투인 수리가오 해협 해전에서 일본 전함 2척뿐이었으며, 둘 다 1944년 10월 25일 이른 시간에 어뢰와 함포 사격으로 침몰했다. 나중에 일부 목격자들은 Fusō가 반으로 부서졌고 두 반쪽 모두 물에 떠서 한 시간 동안 불타고 있었다고 주장했지만 역사가 앤서니 툴리는 후소함이 40분 동안의 홍수 후에 단순히 가라앉았다고 주장했다. 미 해군 전함 6척과 순양함 8척이 야마시로를 기다리고 있었다. 조우에서 살아남지 못했고 니시무라 쇼지 중장은 그의 배와 함께 침몰했다. 각 배의 승무원 중 10명만이 살아남았다.